# Малая ханская мечеть
Малая ханская мечеть или Малая Дворцовая мечеть— мечеть Ханского дворца в Бахчисарае.

## История
Малая дворцовая мечеть (XVI ст.) возведённая в традициях базиликальной сакральной архитектуры. Она находилась в главном корпусе (рядом с Фонтаном слёз) и была предназначена для представителей ханской семьи и ближайших сановников. Сооружение малой мечети датируют XVI ст., а росписи — XVI—XVIII веками. Это единственное здание, на крыше которого сохранилась зелёная глазурованная черепица, которой когда-то был покрыт весь дворцовый комплекс и казалось, будто он покрыт изумрудами, прежде всего когда от неё блестело солнце. Во время реставрационных работ (реставратор П. Я. Редько) в 1991 году были найдены фрагменты фресок XVI ст. Над входом в мечети сохранилась надпись: «Селямет Герей хан, сын Хаджи Селим Герей хана, 1741 год».